# Тупикин, Григорий Васильевич
Григорий Васильевич Тупикин (1916—1964) — участник Великой Отечественной войны, командир батареи 698-го лёгкого артиллерийского полка (78-я лёгкая артиллерийская бригада, 27-я артиллерийская дивизия, 2-й Прибалтийский фронт), капитан. Герой Советского Союза.

## Биография
Родился 10 октября 1916 года в селе Талино, ныне Тацино пгт Ровеньковского горсовета Луганской области Украины, в семье рабочего. Русский.
В 1939 году окончил 2 курса Ростовского государственного университета.
В Красной Армии с 1941 года. В 1942 окончил Ленинградское артиллерийское училище. В действующей армии с 1942 года, командир батареи артиллерийского полка. Член ВКП(б) с 1943 года.
Отличился в боях на подступах к городу Рига. 25 августа 1944 года в районе деревни Каучули, находясь в боевых порядках пехоты, дал команду по радио своей батарее открыть огонь по противнику, поднял роту в атаку и освободил деревню. 3 сентября, в районе села Курены, в критический момент боя вызвал огонь своей батареи на себя.
После окончания войны находился в запасе. Сначала учил детей физике и математике в станице Романовской Сальского района Ростовской области, а затем, с августа 1947 года, назначен директором школы на хуторе Малая Каменка Каменского района Ростовской области, где он и трудился до конца жизни.
Трагически погиб 11 декабря 1964 года на железной дороге (в некоторых источниках датой смерти Г. В. Тупикина указано 7 марта 1965 года). Похоронен на хуторе Малая Каменка.

## Награды
- Звание Героя Советского Союза присвоено 24 марта 1945 года.
- Награждён орденами Ленина, Красного Знамени, Красной Звезды, медалями.

## Память
- Именем Тупикина названы школа и улица в хуторе, где после войны жил Герой. Здесь же ему установлен памятник.
- 15 апреля 2010 года в хуторе Малая Каменка, на фасаде частного домовладения в самом начале улицы, которая носит имя Героя, ему была открыта мемориальная доска.
- В Парке Победы Каменска-Шахтинского Герою тоже установлена мемориальная доска.
- В станице Тацинской Ростовской области по центру главной улицы проходит аллея Героев, где установлены бюсты Героев Советского Союза; один из них — Г. В. Тупикина[2][3].
- В городе Ровеньки Луганской области (возле стадиона «Авангард») находится аллея Героев-ровенчан, среди которых имеется памятный знак с изображением Г. В. Тупикина.

- Фотогалерея
- Бюст в станице Тацинская
- Мемориальная доска в Каменске-Шахтинском
- Памятник в хуторе Малая Каменка